# Alexander Jacobsen
Alexander Jacobsen (født 1988 på Sotra) er en norsk bokser.
Jacobsen startede med at bokse som 14-årig og dyrkede også kickboxing som ung. I 2012 fik han sin debut indenfor i Mixed martial arts efter at han deltog i Norges beste fighter i Thailand, hvor han tabte mod Petter Juuhl og Mads Rask. Han gik fra at være amatør til professionel i 2012 da han skrev kontrakt med Team Sauerland.

## Meritter
- 2007: Forbundspokal
- 2007: Norgesmester, junior
- 2008: Seniormester, Riga Open
- 2009: Norgesmester, senior
- 2009: V.Karpaciaukas-mester
- 2009: Nordisk mester, senior
- 2010: Forbundspokal
- 2010: Norgesmester, senior
- 2011: Kongepokal
- 2011: Norgesmester, senior
- 2012: Kongepokal

## Eksterne henvisnisninger
- Alexander Jacobsens profesionelle rekordliste hos BoxRec (engelsk)
- Alexander Jacobsen hos Sherdog (engelsk)